# Онге
Онге (на шведски: Ånge) е град в лен Вестернорланд, централна Швеция. Главен административен център на едноименната община Онге. Разположен е около река Юнган. Намира се на около 80 km на северозапад от главния град на лена Сундсвал и на около 370 km на северозапад от столицата Стокхолм. ЖП възел. Населението на града е 2872 жители според данни от преброяването през 2010 г.